# NGC 7288
NGC 7288 este o galaxie situată în constelația Vărsătorul. A fost descoperită în 1 octombrie 1864 de către Albert Marth. Se află la o distanță de 67,18 de megaparseci de Pământ.